# Maison de Jean-François Doublet
La maison de Jean-Francois Doublet est un édifice situé à Honfleur, dans le département français du Calvados, en France.

## Localisation
Le monument est situé aux numéros 29 et 31 de la rue des Capucins.

## Historique
La maison est datée de 1627 selon une inscription.
Elle est acquise par le corsaire Jean Doublet lorsqu'il se retire.
L'édifice est inscrit au titre des Monuments historiques depuis le 29 décembre 1988 : les façades et les toitures du logis ; les façades, les toitures et la cave des communs sont cités.

## Architecture
L'édifice est fait de silex et de travertin.
La date de construction est inscrite sur la façade. La porte comporte des pilastres et un fronton.